# Le colline dell'odio
Le colline dell'odio (The Angry Hills) è un film del 1959 diretto da Robert Aldrich, tratto da un romanzo di Leon Uris.

## Trama
Durante la seconda guerra mondiale, il corrispondente di guerra americano Mike Morrison arriva ad Atene, quando la città sta per essere occupata dalle truppe tedesche. Mentre aspetta un aereo diretto a Londra, viene avvicinato da un Greco, che gli consegna una lista di nomi di partigiani greci, da consegnare ai servizi segreti britannici. Tale elenco fa gola sia ai Tedeschi, sia ad una donna che vuole ottenere la liberazione dei propri figli, tenuti in ostaggio...